# Kabul Fútbol Club
El Kabul Fútbol Club o Kabul FC (establecido en 1983 en Concord, California) promueve el fútbol y proporciona un lugar común para las diferencias culturales entre generaciones de Afgano-Americanos. El club consta de jugadores antiguos de la selección nacional de fútbol de Afganistán y jugadores jóvenes afgano-estadounidenses.
El presidente del club es Nemat Jamili. Su director técnico es Sheershah Akbari.
El club patrocina torneos de fútbol entre comunidades Afganas en los Estados Unidos. Los primeros torneos ocurrieron en septiembre de 1994. En la final del torneo, el Kabul FC derrotó al Ariana FC de Los Ángeles.
El club planea hacer su primer viaje a Kabul en agosto del 2004, así que muchos de los jugadores podrán visitar su patria por primera vez en muchos años. Actualmente juega en la Liga de Fútbol de Afganistán.